# ボグダン3世 (モルダヴィア公)
ボグダン3世独眼公 (1479年3月18日-1517年4月20日、英語: Bogdan III the One-Eyed、ルーマニア語: Bogdan al III-lea cel Chior) は、15世紀のモルダヴィア公 (在位: 1504年7月2日-1517年4月20日)。独眼公の名は片目を失明していたことによるもので、盲目公 (英語: Bogdan III the Blind、ルーマニア語:Bogdan al III-lea cel Orb) とも呼ばれる。 

## 出生
ボグダン3世はルーマニア東部のフシでモルダヴィア公シュテファン3世とその妻マリア・ヴォイチシャとの間に生まれた。シュテファン3世の嫡男のうち成人したのはボグダン3世ただ1人であった。 

## ポーランドとの対立とタタールの侵攻
ボグダン3世は即位すると直ちにポーランド王アレクサンデルの妹エリーザベトと結婚する意向を示した。しかし、領土割譲を含む二度の献納まで行ったにもかかわらずこれを拒否されたため、ボグダン3世はポーランド南部を急襲した。結局、アレクサンデルは1506年にモルダヴィアがカトリック教会により寛容な態度を取ることを条件に和平に応じた。しかしアレクサンデルが亡くなりジグムント1世の代になると和平は破られ、双方が互いの領土に侵攻するようになった。その後、 ボグダン3世は1509年10月にドニエストル川での戦闘で大敗を喫したため、1510年1月17日にその要求を放棄することを認めて和議を結んだ。 
同年には、モルダヴィアはクリミア・タタールの侵略を受け、国土は大いに荒廃した。このとき、実に74,000人が奴隷として連れ去られたと言われている。さらに1511年には国土の大部分を占領されるに至った。ポーランドも1506年のタタール侵攻からの復興途上であったが、ボグダン3世を支援すべく援軍を送り、この甲斐もあってボグダン3世は1512年5月にタタールに勝利して国土を奪還した。

## オスマン帝国への臣従
1514年、ボグダン3世はタタールの脅威に対抗するためオスマン帝国への臣従を図り、条件交渉のため宰相タウトゥを皇帝セリム1世の許に送った。 
オスマン帝国は年4,000ドゥカートの貢納の他、進物として馬40頭と鷹40羽、さらにはイド・アル＝フィトルの祝儀などの献金をすることの見返りとして、戦時の支援を約束した。モルダヴィア公はスルタンに服属する4,000名の精強な軍隊を自ら率いることも求められたが、それと引き換えにモルダヴィアには高度な自治が認められた。 

## 生涯
ボグダン3世は片目を失明していたが、これは即位後の戦闘で負傷したためであると考えられている。王位継承法では障害者は însemnat  (札付) として排除されており、これは先天性障害を持つ者や王位請求の時点で障害を持つ者に適用されていたとみられるためである。 
彼はスターナ、ナスターシャ、そしてワラキア公ミフネア (串刺し公として知られるヴラド3世の息子) の娘ルクサンドラを妻に迎えた。 
死後はプトナ修道院にある一家の墓所に埋葬された。 